# ان‌جی‌سی ۱۵۶
ان‌جی‌سی ۱۵۶ (انگلیسی: NGC 156) یک ستاره دوتایی است که در صورت فلکی نهنگ قرار دارد و در سال ۱۸۸۲ میلادی توسط ویلهلم تمپل کشف شد.